# Національний парк Ютунгаймен
Національний парк Ютунгеймен або Ютунхеймен  (норв. Jotunheimen nasjonalpark) — національний парк у центральній частині південної Норвегії, на плоскогір'ї Ютунгеймен. Назва парку походить від назви масиву, яке, своєю чергою, 1862 року дав поет Осмунн Улавссон Віньє і сходить до Йотунгейму германо-скандинавської міфології. До цього масив називався норв. Jotunfjeldene, «гори гігантів».
Територія парку поділена між фюльке Согн-ог-Ф'юране і Оппланн. До парку примикає Природоохоронна зона Утладален, де розташований найвищий у Норвегії водоспад — Веттісфоссен.
У парку розташовані понад 250 вершин висотою понад 1900 метрів. Найвищі точки — вершини Галгепігген (2469 м) і Гліттертінн (2465 м). Геологічно плоскогір'я Ютунгеймен склалося в період докембрію.
На території парку зустрічаються такі ссавці, як вовк, олень, росомаха і рись. Майже у всіх озерах і річках водиться пструг (форель).

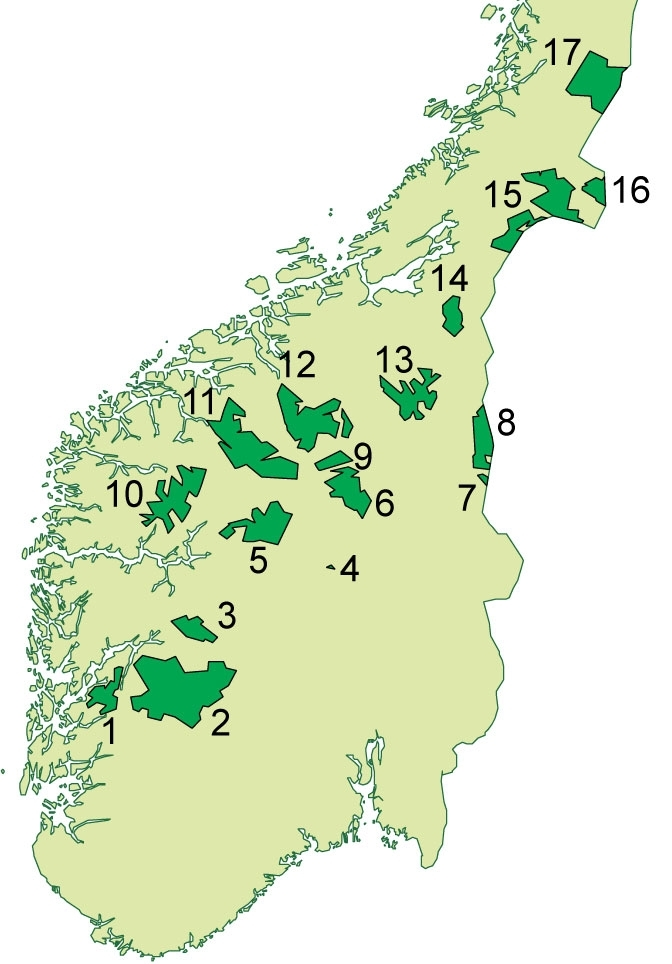
Карта національних парків південної Норвегії; Ютунхеймен позначений цифрою «5».

## Історія
У 1400 році був виданий королівський указ про «Королівський шлях», в якому резидентам Лома наказувалося утримувати в порядку прохід через гори в районі Согрефьелль, через який населення Гудбраннсдалена добиралося до найближчого торгового міста, Берген. У Берген везли сільськогосподарські продукти, а назад — сіль, вироби з металу, текстиль і лютефіск.
У 1869 році Норвезьке товариство туристів (DNT) відкрило першу хатину на плоскогір'ї Ютунхеймен. Тепер національний парк Ютунхеймен — одна з найпопулярніших туристичних областей в Європі. По озеру Гьенде ходить теплохід, а через парк (у східній його частині) проходить автомобільна дорога. Королівським указом у грудні 1980 року був утворений національний парк Ютунхеймен.